# Andy Hunter
Pour les articles homonymes, voir Hunter.
Andy Hunter est un DJ et compositeur de musique électronique britannique.

## Discographie
- 1996 : Spiritualisation (Hydro Album)
- 1998 : Aborigination (Hydro Album)
- 1999 : Cultural Shift
- 2002 : Exodus (en)
- 2005 : Life
- 2008 : Colour (en)
- 2010 : Collide (en)
- 2012 : Glow (en)
- 2013 : Glowing Collision
- 2013 : Glowing Collision v2
- 2016 : Presence
- 2017 : Presence, Vol. 2
- 2018 : Presence, Vol. 3
- 2019 : Presence, Vol. 4
- 2021 : Presence, Vol. 5
- 2022 : The Prayer
- 2023 : Presence, Vol. 6